# Idioma oti
El oti, eochavante o chavante es una lengua indígena hablada anteriormente en el SE de Brasil y actualmente extinta, ni existen miembros identificados del grupo étnico oti (la última representante de dicho grupo falleció en 1988). A pesar de su denominación «chavante» esta lengua no debe ser confundida ni con el Idioma xavante de la familia yê ni con el opaié-xavante.

## Historia
La lengua se hablaba entre el río do Peixe y el río Pardo, en la zona de Campos Novos en el estado de São Paulo. Nimuendajú estimó el número de miembros de esta etina para 1890 en unas cincuenta personas.
En 1903, quedaban solo seis miembros del grupo étnico oti divididos en dos grupos diferentes. El primer grupo vivía a algunos kilómetros al este de Indiana, al este de la ciudad de Presidente Prudente, entre los ríos do Peixe, al norte, y el Paranapanema, al sur, afluentes orientales del Paraná. El segundo grupo habitaba el área de Platina, a unos 50 kilómetros al noroeste de Ourinhos y 75 kilómetros al sudoeste de Marília.
El territorio tradicional de los oti-chavante hacia 1870 estaba situado entre las dos localidades mencionadas de Indiana y Platina. Sus vecinos al norte fueron subgrupos kaingang (familia lingüística yê), cuyos descendientes siguen viviendo en el A.I. Icatu (municipio Braúnas) y el A.I. Vanuire (municipio Tupã).